# فرورتیش (پدر)
فرَوَرتیش (فارسی باستان: فْرَوَرتی، اوستایی: فْرَوَشی، یونانی: فرااُرتِس، بابلی: پَرومَرتیش، عیلامی: پیرومَرتیش) پدر دیاکو اولین شاه ماد بود. به گفته هرودوت فرَوَرتیش از دهقانان ماد بود.